# Halalaimus florescens
Halalaimus florescens is een rondwormensoort uit de familie van de Oxystominidae. De wetenschappelijke naam van de soort is voor het eerst geldig gepubliceerd in 1967 door Gerlach.